# 三山祠
三山祠，位于中华人民共和国广东省揭阳市惠来县惠城镇林樟村，是惠来县的一个文物保护单位，类型为近现代重要史迹及代表性建筑，公布时间为1984年11月，是由贝灰、瓦木构筑的平房。。
1928年3月，中共东江特委机关从海丰县转移到惠来县林樟村的三山祠。5月5日至12日，中共东江特委曾在三山祠召开潮普惠三县负责人联席会议，由彭湃主持。澎湃在会议上代表中共东江特委做了报告。会议制定了潮普惠三县暴动计划，成立三县暴动委员会。但在5月20日，林樟村遭到敌人突袭，中共东江特委被迫转移到普宁县白马仔村。